# 米哈游
上海米哈游网络科技股份有限公司（简称米哈游或miHoYo，中国大陆以外的英文名称为HoYoverse）是一家成立于2012年2月13日，总部位于中華人民共和國上海市的電子遊戲公司。除遊戲外，米哈游的文化產品還有動畫系列、小說、漫畫、音樂等。 
米哈游以制作动作游戏《崩坏》系列及 《原神》和《絕區零》闻名，其中發佈於2020年的開放世界動作角色扮演遊戲《原神》是史上營收最高的手機遊戲之一。米哈游于2021年被中华人民共和国商务部列为2021-2022年度国家文化出口重点企业。
目前，米哈游已在上海、北京、香港、台北、新加坡、美国洛杉磯、加拿大蒙特利尔、日本東京、韩国首爾等地建立多個工作室、子公司/关系企业，共有員工4000餘人。在中国大陆，米哈游主要子公司包括：上海米哈游影铁科技有限公司（運營《崩坏学园2》、《崩坏3》、《原神》、《绝区零》）、上海米哈游天命科技有限公司（運營《未定事件簿》）、上海米哈遊海淵城科技有限公司（運營《崩壞．星穹鐵道》）、上海米哈遊璃月科技有限公司、米哈游（济南）有限公司（其一并管理米哈游-山东大学联合研究院）等。在海外，自2022年2月15日起，米哈游通过在新加坡设立的间接子公司兼海外代理人Cognosphere Pte., Ltd.（识隙之城私人有限公司）創立HoYoverse品牌，代替本部在中国大陆以外的發行業務，由蔡浩宇擔任董事長。2023年9月蔡浩宇退出米哈遊董事會，董事長由劉偉接任。

## 命名
公司名稱「米哈游 miHoYo」中，H、Y两个字母出自創始人蔡浩宇和羅宇皓的名字首字母，O字母則是因为有名氣的大公司都有两个O（比如Microsoft、Google和Facebook）所以自己也要有，于是取名HoYo。然后注册时发现已被其他公司註冊，又选了VOCALOID虚拟歌手初音未来（miku）的mi，故得名「miHoYo」。

## 歷史

### 2012年前：米哈游工作室、《FlyMe2theMoon》
米哈游由四位热爱动漫文化的上海交通大学学生刘伟、蔡浩宇和罗宇皓、靳志成创立，成立于2012年。在創立「米哈游工作室」以前，四人為同一宿舍的室友。團隊在研究生期間開發了一個主打自由創作的开源文学社区，在中国科学院技术创新大赛中获奖，拿到了人民幣20万元奖学金。
2010年，團隊基于Adobe Flash开发了一个能实现2.5D效果的游戏引擎“Misato”（命名來自《新世紀福音戰士》的角色葛城美里），並以升級的“Misato”引擎開發了名爲《娑婆物语》的遊戲，參評當年七月的第二屆中國遊戲開發者大會舉辦的Flash遊戲開發比賽，獲得了盛大游戏提供的3萬元人民幣獎金。盛大遊戲后来委託團隊研发了《泡泡堂》首个资料片“泡泡英雄”，这也是米哈游首个委外制作项目。
2011年1月，米哈游工作室在上海交通大學閔行校區東32宿舍創立。之後，刘伟为了拉投资，参加了上海市大学生科技创业基金会主办的创业项目大赛“新新创业达人”，最终捧着总决赛季军、钦州路100号一间半年使用期限的办公室、和中国银行的人民幣10万元无息贷款回到了米哈游。
12月起團隊正式搬出宿舍，入駐辦公室。初始创业团队6个人，每个人都有一张靠墙的办公桌，房间中央的大桌子上摆满了漫画和轻小说。
当时的团队里没有美术成员，因此他们在社交软件上找到了找到當時還是广东工业大学動畫專業的大四學生CiCi（张庆华），成爲了美術主筆。CiCi的首幅角色原设作品即爲游戏《FlyMe2theMoon》中的主人公Kiana（崩坏學院系列主角琪亚娜·卡斯兰娜的原型）。作为团队唯一的美术，他经手设计了米哈游几乎所有的早期美术。
2011年9月28日，团队以独立游戏开发者的身份于iOS平台推出了萌系美少女2D卷轴过关游戏《FlyMe2theMoon》。遊戲名称與題材来自動畫《新世紀福音戰士》片尾曲《Fly Me to the Moon》。遊戲使用Cocos2D軟件、Box2D物理引擎開發。遊戲的主題曲《Moon Trip》由音乐制作人裕剣流作曲，Lemonjolly作詞，VOCALOID虚拟歌手初音未来演唱。遊戲爲付費買斷制，定价18元。

### 2012年－2016年：公司建立與《崩壞學園》系列
2012年，米哈游公司正式註冊成立。《FlyMe2theMoon》的團隊成員靳志成在3月退出公司，入职思科系统 (中国) 研发有限公司，并将其股权转让给刘伟、罗宇皓。靳志成此前主要负责程序开发，没有涉及团队管理。CiCi首先在4399担任美术，随后在2012年2月入職米哈游，担任米哈游美術總監和主筆。蔡浩宇担任公司董事长和总经理，实际掌握公司，刘伟和罗宇皓负责公司管理。
《FlyMe2theMoon》市場反響有限，創始人之一的靳志成也在此時離開團隊，其餘三位創始人月薪僅有4千人民幣。爲了尋找投資，劉偉代表團隊參加了各種大學創業比賽。二次元市場在當時的中國曲高和寡，大學生團隊更是難上加難。劉偉後來在採訪中表示：「一方面因为我们几个都是学生，大学生创业；另一方面市场上没什么投资人懂二次元，所以我们当时想找100万元天使投资都没什么人愿意给我们。」2012年3月，宋涛控股的杭州斯凯网络以100万元的天使投資，獲得米哈游15%的股份（相当于每股注册资本56.67元），米哈遊的整体估值也提升到约666.67万元。这是米哈游至今唯一一笔的外部投资。现时，斯凯网络透过子公司杭州米艺持有這筆股份。
在《FlyMe2theMoon》之後，團隊製作了米哈游創立以來的第一款移动游戏《崩坏学园》。設計靈感來自2D橫版射擊遊戲《Zombie Town》和日本動漫系列《学園黙示録》。項目開始於2011年12月，在3个月内进行了四五个版本的迭代，採用Unity引擎、Maya圖形軟體製作，隨後又用8個月調整數值、完善系統。遊戲於2012年11月發佈1.0版本，12月進行公測。《崩坏学园》在当时市场反响一般。
2013年6月起米哈游立項2D橫版射擊遊戲《崩坏学园2》。团队自八月开始设计服务器架构，并在 11 月开始设计美术和开发系统。《崩壞學園2》繼承《崩壞學園》數據、代碼、美術資源而開發，相比初代開發耗時更短。遊戲核心玩法借鑑自遊戲《智龙迷城》。《崩壞學園2》補充了初代沒有的新角色、新武器、新衣裝等。《崩壞學園2》於2014年1月26日開啓測試，3月於bilibili平臺上線。
雖然《崩壞學園2》獲得了商業上的成功，遊戲存在許多充值失敗、服務器崩潰等技術問題，這是當時只有7位成員的團隊難以勝任的。之後米哈游只好開始招募玩家入職。同年，《崩坏3》开始立项研发，米哈游開始考慮“崩壞宇宙”的願景。《崩坏学园2》开发中，米哈游成立了音乐工作室HOYO-MiX，主要成员包括蔡近翰、郑宇界、夏轶瀚和 TetraCalyx。
至2017年6月30日，《崩坏学园2》充值金额累计超过人民幣10亿元。2016年10月，《崩坏3》正式上线。
由2014年至2016年，米哈游营收分别为人民幣1.03亿元、1.75亿元、4.24亿元，净利润分别为人民幣6563万元、1.27亿元、2.73亿元。2017年上半年，米哈游的营收飙升至人民幣5.88亿元，净利润也迅速增长至人民幣4.47亿元，三年间净利润增幅高达577%。

### 2016年－2019年：《崩壞3》與公司成長
《崩壞3》於2014年6月立項。同年7月6日蔡浩宇參加GameLook开放日大會上海站，介紹《崩坏學園2》开发推广经验分享。在演講中，蔡浩宇提到團隊正在着手製作《崩壞學園》的第三部作品，核心玩法正在研發當中。
2015年3月起米哈游開始開發《崩壞3》的3D遊戲引擎。米哈游为游戏开发了一款基于物理的动画系统，该系统可以利用物理运算模拟不同的材质，展示更加真实的角色动作和获得场景破坏效果。这一系统还可以修复动画间的跳跃问题，提升动画的观感，变得更加自然。此外，米哈游还开发了 3D 建模、光线渲染、实时渲染和预渲染相关的技术和系统。同年10月开始製作遊戲內容。戰鬥玩法創意參考自遊戲《猎天使魔女》和《鬼泣》。遊戲還參考了《罪恶装备 未知次元》的3D建模等。在開發的過程中，因爲3D製作對於團隊來說毫無經驗，僅琪亚娜的美術、建模和動畫就花費了6個月的時間。初版的測試系統也被全部推翻重做。
《崩壞3》在2016年3月在iOS平臺內測，9月公測，10月正式上線。包括琪亚娜·卡斯兰娜、雷電芽衣、布洛妮婭·扎伊切克等前作角色悉數登場。遊戲系統爲動作類角色扮演手游。除了遊戲本體，《崩壞3》還有衍生動畫系列、视觉小说、漫畫、宣傳真人劇等。自《崩壞3》開始，米哈游的作品開始在全球範圍內引發反響。在中國大陸上線數月後，日服於2017年2月22日上線；2017年5月18日臺服上線；2017年11月1日東南亞服上線；2018年3月28日遊戲在北美和歐洲發行。作爲手游的《崩壞3》在2019年12月26日發佈PC版。2018年11月，《崩坏4·银河》立项。
在《崩壞3》上線2年後，米哈游已從7人團隊成長爲200名職工的大型公司，其中逾百名參與研發。員工平均年齡29歲，30歲以下員工佔84%。2020年時，米哈游已有1000餘名員工。
2017年2月15日，米哈游向中國证监会递交了IPO申报材料，預計融資10億人民幣。其間公司僅依靠《崩壞》系列單一IP、《崩壞學園2》當時佔營收96.34%等問題受到質疑。若无法持续对内容与玩法进行升级从而保持游戏的竞争力，可能會影响公司产品的持续盈利能力。另外《崩壞》系列受衆群体單一也受到質疑。12月19日米哈游遞交更新後的營收，加入《崩壞3》相關數據，此時《崩壞3》與《崩壞學園2》已共佔98.82%營收。最終2020年米哈游撤回IPO申報。
米哈游2018年11月啓動官方遊戲社區「米遊社」。除了發佈官方遊戲資訊和活動公告外，也爲玩家提供数值计算、角色培养模拟等輔助遊戲的小工具，并可进行玩家内容的分享。米遊社海外版在2020年1月16日上線，最初僅爲《原神》社區。後來米遊社海外版得名「HoYoLAB」，並於2020年6月1日開啓內測，7月15日正式上線。中國大陸米遊社在2020年4月30日推出吉祥物「米游姬」，在米哈游旗下各種遊戲產品中都有對應主題的「分身」形象。米游姬的粉絲昵稱爲「姬米花」。海外版HoYoLAB也有吉祥物，名爲「Mimo」。

### 2019年－2021年：《原神》等新IP的推出
为了弥补重度依赖《崩坏》系列单一IP的困境，米哈游开启一系列的新IP开发，其中包括《未定事件簿》、《原神》与虚拟主播yoyo鹿鸣。
米哈游首先进入乙女向游戏领域，推出了律政恋爱推理遊戲《未定事件簿》。2019年7月29日发布首支宣传PV。2020年7月29日開啟預約。7月30日，《未定事件簿》正式上线。国际版于2021年4至5月内测，6月开启预约，预约人数达65万次《未定事件簿》2022年获得了Pocket Gamer最佳人氣獎。
同样于2019年推出的还有米哈游的代表作《原神》。《原神》自2017年1月起開始研發，最初項目亦冠名「崩壞4」。當時製作人蔡浩宇考慮創建一個技術研發爲核心的新項目，最終選擇了開放世界的遊戲模式。制作组嘗試了以多款開放世界遊戲爲原型，最終蔡浩宇確定了以《薩爾達傳說：旷野之息》爲設計靈感開發大世界探索系統。其他創作靈感包括《俠盜獵車手》的随机事件、《神界：原罪》的任务系统等。
團隊最初有150人，他们低估了开放世界的开发难度，因此到2019年中成長爲300人，2020年4月已有500人，2021年2月則有700人。研發資金消耗超過1億美元，不過遊戲發佈後兩週營收就已经回本。大量預算投入到《原神》的音樂製作。陈致逸加入 HOYO-MiX 團隊成爲全職音乐總監，製作了蒙德和璃月地區的音樂曲目。CiCi則成爲《原神》的高級美術總監。
2019年6月，《原神》進行了首次內測，內測的主題是遊戲玩法和蒙德地區探索。2020年初遊戲海外宣發受到2019冠状病毒疫情的影響。開發也受居家隔離影響而延後了一個月。《原神》於3月進行第二次內測，7月第三次內測。遊戲於9月15日開啓公測，9月28日全球同步上線。
以动作捕捉和AI语音合成为基础的虚拟偶像yoyo鹿鸣是米哈游在二次元另一赛道上的尝试。2020年5月14日，bilibili账号“VAN0va”上传了第一个舞蹈影片《N0va LookDev Test》，最初并未宣布为米哈游作品。之后米哈游于同年8月4日发布动态桌面壁纸软件《人工桌面》，公开与yoyo鹿鸣的身份。2022年7月15日晚，鹿鸣在B站开启了首次直播，开播后该直播间立刻登上B站直播热门总榜，半小时的直播总共吸引了66万人前来观看。

### 2021年至今：HoYoverse全球品牌
2022年2月15日，米哈游宣布启用面向中国大陆以外市場的全新品牌「HoYoverse」，由米哈游早前设立在新加坡的间接子公司兼海外代理人Cognosphere Pte., Ltd.（識隙之城私人有限公司，简称“识隙之城”）代替本部在中国大陆以外的發行業務，并邀请海信集团国际营销事业部前总经理杨作栋（Jim Yang）任总经理。官方聲明指出，HoYoverse目標定在「為全球玩家創造和傳遞沉浸式虛擬世界體驗」，包括在人工智慧、雲端運算和工業化能力建構等技術研究。2022年7月18日，HoYoverse宣布於新加坡裕廊东開設新的總部（亦为米哈游集团国际业务之总部），該地點將作為今年稍早宣布的元宇宙相關營運，HoYoverse在裕廊东的辦公室將組建一支數百人的團隊。HoYoverse已先后在蒙特婁、洛杉磯、新加坡、東京、首爾等地设立工作室。不過從2023年開始，HoYoverse旗下產品（如崩坏3）在部分地区市場投放的部分廣告或場合仍然會提及miHoYo，或者是合稱“miHoYo/HoYoverse”。2024年6月15日，米哈游宣佈將整合旗下遊戲至統一的PC端啟動器“米哈游启动器”，國際版則為「HoYoPlay」，原启动器将停止支持。6月17日，新的PC端启动器正式启用。
在推出HoYoverse品牌后，米哈游陸續發佈了兩款新游戲，分別爲《崩壞：星穹鐵道》和《绝区零》。
《崩坏：星穹铁道》是由米哈游开发的戰略角色扮演遊戲，于2023年4月登陸Microsoft Windows、iOS、Android，同年10月登陸PlayStation 5，为《崩坏》系列的第四部作品。游戏融合了日式角色扮演游戏的元素，战斗系统采用回合制，并含有箱庭探索、Roguelike等机制。故事主要讲述了游戏主角“开拓者”登上“星穹列车”漫游宇宙中各大行星，并在冒险中解决“星核”对各世界带来的灾难。《崩坏：星穹铁道》于2019年立项，立项之初确定该游戏将较为轻度且偏向运营，该项目为米哈游首次尝试回合制战斗机制，计划在上线后至少运营6年。由于前作《崩坏3》的背景设定是地球，但剧情中曾提到该世界观中的其他行星，因此制作团队决定将“宇宙”作为《崩坏：星穹铁道》的舞台。此外由于玩家反映《崩坏3》的操作难度过高，团队决定《崩坏：星穹铁道》更重视策略性，并降低操作难度和上手门槛，打造“可以玩的动画番剧”。
《崩坏：星穹铁道》于2021年10月5日在《崩壞3rd》的「星火流音」紀念演出直播中公開，同月8日官方YouTube频道公布，并发布首支实机演示宣传片，同时招募玩家参与封閉測試。10月27日，游戏開展第一次封閉測試，2022年5月25日進行第二次封閉測試，2023年2月10日进行第三次封閉測試，2023年4月26日正式公测。由于前部作品《原神》的知名程度，游戏上线前得到了广泛的期待，并获得金摇杆奖的最受期待游戏奖提名。游戏也取得了商业上的成功，上线10天内手游版本的收入已超过1亿美元。
2022年5月13日，米哈游公布《绝区零》首支宣传视频（PV），並開始游戏预约及內測召募。2022年8月5日至8月8日進行了首次小规模删档封闭性测试“调律测试”。遊戲於2024年7月4日公測，登陸Microsoft Windows、iOS、Android。游戏为后世界末日题材，故事发生在灾难后的“新艾利都”的城市，玩家會在游戏内扮演名为“绳匠”的角色进行探索。
米哈游自2021年以來取得了巨大的商業成功。2023年6月8日，《光明日报》和《大众日报》的报导指出：2022年，米哈游整体主营业务收入273.40亿元人民币，净利润161.45亿元人民币。截至2022年底，米哈游的共同净资产达到374.02亿元人民币。
由於米哈游在游戲市場的巨大成功，公司經營和未來企劃也受到大量關注。2022年11月24日，蔡浩宇带队研发的开放世界项目「Project SH」宣布中止，引發外界對米哈游内部動態的關注和報道。2023年9月HOYO-MiX音樂製作人、《原神》音樂總監陈致逸離職。同月中旬，米哈游集团召开董事会，蔡浩宇宣布将不再担任集团董事局主席及法定代表人且退出董事會，劉偉接任董事局主席、法定代表人。有传媒指，蔡浩宇并未全面退出米哈游集团的管理，而是将会调动更多来自北美的人力和技术资源，自身则会投入更多精力亲自研究人工智能，並接管總部位於新加坡的HOYOVERSE公司，而罗宇皓将常驻上海，继续负责更多项目开发工作。

## 主要业务

### 游戏
- 《FlyMe2theMoon》
- 《崩坏学园》
- 《崩坏学园2》
- 《崩坏3》
- 《未定事件簿》
- 《原神》（2020年9月15日公测，2020年9月28日PC版，iOS，Android，PS4版全球同步發行，PS5版于2021年4月28日全球發行，Switch發行時間未定）
- 《崩坏：星穹铁道》（於2021年10月27日首次内测，於2023年4月26日公測）
- 《絕區零》(2024年7月4日全平台公測)
- 《星布谷地》(尚未發布)
- 《崩壞：因緣精靈》(尚未發布)

### 软件
- 《人工桌面》（动态桌面软件，Windows及Android平台）

### 动画
- 《女武神的餐桌》（2019年6月28日開播）
- 《女武神的餐桌（第二季）》（2020年7月17日开播）
- 《人偶學園》（2021年7月10日開播，日語配音版於2022年1月22日開播）
- 《黃金庭院：冬日裡的新年願望》（2023年1月20日开播）

### 漫画
- 《崩壞學園》漫画[112]
- 《崩坏3》漫画[113]
- 《女武神的餐桌》漫畫[114]
- 《原神》漫画[115][116]

### 社区及媒体
- 米游社 （页面存档备份，存于）（遊戲社群產品，面向中國大陆地区）
- HoYoLAB （页面存档备份，存于）（遊戲社群產品，面向国际用户）
- HOYO-MiX（米哈游属下音乐厂牌及工作室）
- miHoYo Anime（以动画制作为主）

### 周边产品
- 通过天猫“miHoYo旗舰店”和“原神旗舰店”销售上述游戏的周边产品

## 社会活动

### 合作和聯動
2020年9月，米哈游《原神》與張家界國家森林公園聯動，旨在推動張家界文化旅遊業。《原神》取景张家界喀斯特地貌，製作了「绝雲間」「天恒山」等遊戲內場景。張家界國家森林公園和黃石寨亦推出《原神》「傳送點」。之後，米哈游與黃龍風景名勝區聯動，主題爲生態環境保護。《原神》「淥華池」即取景自黃龍「五彩池」地貌。

### 公益慈善
2020年11月，米哈游與中国社会福利基金会合作啓動「弈起守护」慈善項目。活动期间，遊戲《未定事件簿》内所有公益礼包的利潤，都將赠与中国社会福利基金会，用于自闭症儿童救助。
2021年7月12日，米哈游与中国青少年发展基金会共同发起「薪火公益计划」，旨在关注与支持国内青少年教育发展。第一期项目爲云南省盐津县普洱镇桐梓小学。米哈游为桐梓小学捐助了新综合楼，楼中配备了小平科技创新实验室、音乐教室等教育设施，以及路灯照明设施等。此外計劃还为桐梓小学全体在校学生提供了冬夏校服，并启动了覆盖盐津县17所小学的教师培训项目。2022年8月15日，米哈游宣布与中国青少年发展基金会共同发起「薪火公益计划」第二期。「薪火公益计划」旨在共同关注、支持青少年教育发展。第二期被援助方为青海省海东市互助土族自治县巴扎乡中心学校，捐助的生活设施预计将于2022年下半年投入使用。
2021年7月23日，因應河南特大水災，米哈游向河南省郑州市新密市捐贈了饮用水、速食食品等救災物資。
2022年2月，上海爆發2019冠状病毒疫情，全市封城至6月。3月起，米哈游向上海市徐汇区漕河泾街道、虹梅街道捐赠防疫物资，包括1万套医用防护服套装（含面屏、手套、鞋套）、1万瓶免洗手消毒凝胶、4万个N95口罩、10万片消毒湿巾等。米哈游還向石龙路兒童医院捐贈了枕頭和衛生用品等物資。米哈游也爲公司員工发放了食品支援包和防疫物资包，其中包含蔬果蛋肉等食材、各类方便食品，消毒防护物资等。
2022年11月，米哈游《未定事件簿》与韬奋基金会合作，联合开展「阅见未名」图书捐赠公益活动，向云南省大理白族自治州11所小学、云南省普洱市澜沧拉祜族自治县36所小学共捐赠图书200余万元码洋，并挂名“未名书屋”；同时赠送的还有《未定事件簿》玩家的寄语明信片。

### 投資
2021年3月4日，米哈游与上海瑞金医院合作，支持瑞金医院的脑机接口技术研究。双方将结合各自在医学临床研究和信息技术领域的优势，共建“瑞金医院脑病中心米哈游联合实验室”。12月1日，米哈游通过负责新业态与新动能产业投资的附属公司“阿尔戈有限公司”和上海交通大学计算机教授吕宝粮共同投资100万元人民币成立“零唯一思有限公司”。公开资料显示，该公司以经营医学研究和试验发展、软件开发、动漫游戏开发等业务为主。其中，吕宝粮持股51%，阿尔戈持股49%，并由米哈游战略投资事业群副总裁吴頔担任公司法人代表。有媒体结合早期米哈游董事局主席蔡浩宇、其导师吕宝粮和上海瑞金医院的合作备忘录指出，该公司的主要项目很有可能与脑机接口技术方向有关。
2022年初，米哈游和蔚来资本共同领投初创公司能量奇点，首轮融资近4亿元。该公司主要業務爲研發可商业化的托卡马克装置聚变能源技术。
2022年5月20日，米哈游参与投资了商业航天公司东方空间（山东）科技有限公司，其A轮融资总共4亿元人民币。据东方空间介绍，该轮融资将用于“引力-1号”中型运载火箭的研制和首飞，同时加快推进百吨级可重复使用液氧煤油火箭发动机研制，目前引力1号火箭首飞已进入商业准备流程，计划2023年中发射。

### 其他社會活動
2021年5月，共青团上海米哈游网络科技股份有限公司委员会召开了第一次团员代表大会，选举产生共青团委员会第一届委员会委员及书记、副书记。《原神》角色派蒙成爲“徐汇青年文化星推官”。会上举行了公益捐赠仪式，米哈游团委向上海市慈善基金会徐汇区代表处捐赠了7万元人民币的善款。
2021年9月24日，中共上海米哈游网络科技股份有限公司委员会召开全体党员大会，选举产生了第一届党委委员，标志着米哈游党支部正式升格为党委。选举产生了由刘伟、殷春波等五人组成的米哈游党委第一届委员会。随后，米哈游党委第一届委员会召开了第一次全体委员会议，选举刘伟为党委书记。
2022年6月27日，青海西寧法院公布米哈遊和莉莉絲訴五礦信託「營業信託糾紛」一案，并于当年7月25日公開審理。其中，招商银行曾代销后者的基金产品。
2022年7月8日，上海米哈游网络科技股份有限公司第一次工会代表大会暨第一次职工代表大会召开，选举产生了米哈游工会第一届工会委员会，米哈游党委副书记、副总裁殷春波当选为米哈游工会第一届委员会主席。
2025年8月，浙江省高级人民法院对“米哈游诉上海寻梦信息技术有限公司（以下简称“拼多多”）不正当竞争案”作出二审终审宣判。此前，拼多多在未获得米哈游授权的情况下发布《原神》游戏主题任务，招募视频博主进行商业推广，要求其挂载“1 元抢一万原石”链接，引导用户下载拼多多 App。但实际上“1 元抢一万原石”的说法系虚假宣传，同时会导致玩家误以为米哈游与拼多多之间存在特定合作关系，对米哈游的商誉造成损害。米哈游提起诉讼后，最终，二审终审宣判认定拼多多构成仿冒混淆和虚假宣传的不正当竞争行为，判令其停止侵权，刊登声明消除影响，并赔偿经济损失及维权合理费用 100 万元人民币。

## 榮譽
2021年8月，米哈游被中华人民共和国商务部列为2021-2022年度国家文化出口重点企业，《原神》入选国家文化出口重点项目。先前米哈游與《崩壞3》也在2019年入選。
2021年11月26日，中国互联网协会發佈2021年度「中国互联网企业综合实力指数」，米哈游入选“2021年中国互联网综合实力百强企业”榜单，位列第23名（位列上海游戏企业第1名、上海互联网企业第3名）。这也是米哈游连续第五次入选该榜单。
2023年2月，在中國音像與數字出版協會主辦、國家新聞出版總署承辦的2022年度中國遊戲產業年會上，米哈遊獲得兩項獎項，公司入選十大「走出去」遊戲企業之一，遊戲《原神》入選十大優秀手遊之一。米哈遊和《原神》也獲得了其他多個獎項的提名。

## 爭議
2014年7月22日，米哈游因为未取得《网络文化经营许可证》从事网络游戏上网经营活动并诱导网络游戏用户投入网络游戏虚拟货币后以随机抽取的偶然方式获得网络游戏产品和服务的行为，被处以没收违法所得人民币16,408元和罚款人民币2万元的行政处罚。
2016年1月25日，因为公司以随机抽取的偶然方式，诱导网络游戏用户采取投入网络游戏虚拟货币方式获取网络游戏产品，以及未对网络游戏用户使用有效身份证件进行实名注册的违法行为，被予以责令改正，并从轻处以罚款人民币2万元。
2019年6月8日，米哈游發佈《原神》首隻預告片「捕風的異鄉人」，引發中國大陸玩家對《原神》抄襲《薩爾達傳說：曠野之息》指控的爭議。8月ChinaJoy 2019遊戲大會上，一玩家在《原神》展台砸PS4主機抗議，表達對《原神》登陸PS4的不滿。2021年1月騰訊發佈《2020移动游戏质量白皮书》，指控《原神》抄襲《薩爾達傳說：曠野之息》與《崩壞3》，但《崩壞3》亦爲米哈游作品，遭到玩家質疑。騰訊隨後修改刪除了對應表述。2022年8月，3DM撰文指控《崩壞3》抄襲《艾尔登法环》，遭質疑3DM自身抄襲歷史。
2021年4月24日晚间，米哈游集团总部（位于上海枫林科创园区）遭一歹徒闖入，欲持刀杀害米哈游董事局主席蔡浩宇及首席执行官刘伟，被徐匯區警察局当场抓获。據悉，歹徒是因爲对米哈游海外推广强烈不满，才恼羞成怒，预谋刺杀。2021年3月底，为纪念《崩壞3》海外服3周年，米哈游推出了围绕着“兔女郎”元素展开的专属周年庆活动剧情，引發中國大陸玩家不滿。4月22日，米哈游致歉並下架了相關宣传视频及内容。